# Ana Aslan

Ana Aslan (Brăila, 1897. január 1. – Bukarest, 1988. május 20.) román orvos és biológus, a román öregedéstudomány és idősgyógyászat megalapozója, a bukaresti Geriátriai Intézet igazgatója (1952–1988.).

## Élete

### Családja, fiatalkora és iskolái
Ana Aslan 1897. január elsején született a Románia délkeleti részén fekvő, dunaparti Brăila városában. Az értelmiségi család négy gyermeke közül ő volt a legfiatalabb. Édesanyja, Sofia húsz évvel volt fiatalabb férjénél, bukovinai származású volt, és nagyon szép nő hírében állt. Apja, Mărgărit sikertelen üzleti vállalkozása és kártyaszenvedélye miatt a család elvesztette vagyonát.
Ana Aslan szülővárosában járt iskolába. Gyermekkorát beárnyékolta apja korai halála. Aslan akkor tizenhárom éves volt. Ezután a család Bukarestbe költözött, Aslan itt érettségizett le 1915-ben a Bukaresti Központi Iskolában. 
Aslan nem ismert lehetetlent. Ezt jól példázza, hogy tizenhat évesen pilóta akart lenni, és még repült is egy Bristol-Condá típusú kisgépen. Végül azonban úgy döntött, hogy orvos lesz, ez azonban abban az időben meglehetősen nehéz pálya volt egy nőnek. Anyja ellenkezése ellenére az érettségi után beiratkozott az Orvostudományi Karra, és 1915-1922. között ott tanult. 
Az I. világháború alatt a Iasi (magyarosan Jász) megyei fronton felállított katonai kórházban ápolta a sebesült katonákat. 1919-ben a háború végével visszatért Bukarestbe, ahol az ismert ideggyógyásszal, Gheorge Marinescuval dolgozott együtt. 1922-ben diplomázott az Orvostudományi Karon, majd a bukaresti 2-es számú Klinikán helyezkedett el. A klinikát Daniel Danielopolu professzor vezette, az ő irányítási alatt írta Aslan doktori értekezését.

### Szakmai tevékenysége
1945-1949 között Temesváron tanított az Orvostudományi Karon. 1949-ben a Bukaresti Endokrinológiai Intézet vezetője lesz. Ekkor kezdett a gerontológiával és a geriátriával foglalkozni.
1952-ben Aslan vezetésével megalakult a Bukaresti Geriátriai Intézet, a világ első öregedéstudományi és idősgyógyászati intézete, amelyet az Egészségügyi Világszervezet (WHO) is elismert. Ugyanebben az évben Aslab elkészítette a Gerovital-H3 vitamint, amit 1957-ben, az olaszországi Veronában mutattak be a 4. Nemzetközi Öregedéstudományi Kongresszuson. A későbbiekben számos ország (USA, Németország, Anglia, Japán, Olaszország, Ausztria és Románia) tudósai tanulmányozták a formulát, és a Gerovital H3-kezelést hatékonynak találták. A vitamin hatékonynak bizonyult bizonyos öregedéssel kapcsolatos betegségek kezelésében is, mint például az érelmeszesedés és a pigmenthiány. A Geriátriai Intézet kezeléseit 40 év felettieknek ajánlották, mert ebben a korban kezdi elveszíteni a test a rugalmasságát és hajlékonyságát. A kezelés során a vitaminterápiát kiegészítve a betegek izmait erősítették tornával és speciális masszázsokkal. Aslan kutatásai szerint a H3 vitamin sikeresen veszi fel a harcot a bőr öregedésével és serkenti a sejtek regenerációját, javítja a bőr vérellátását és kiegyensúlyozza a faggyúelválasztást. 
1976-ban Aslan munkatársával, Elena Polovrăgeanuval közösen szabadalmaztatta az Aslavitalt, mint egy az idegrendszer és a keringési rendszer gyógyításában hatásos formulát.
Aslan az öregedés megelőzésére fordította figyelmét, miközben a magukra maradt idősekkel is foglalkozott. Ezektől a nehéz sorsú emberektől nem volt hajlandó beszedni az ápolási otthon díját, ezért a hatóságok másfél millió lejt követeltek rajta. Hét év pereskedés után a bíróság végül felmentette. Az ítélet későn született meg, Aslan halála előtt mindössze öt hónappal. 
A terápiát számos ismert politikus, így Charles de Gaulle, John F. Kennedy, Konrad Adenauer, Mao Ce-tung és Ho Si Minh is több alkalommal kipróbálta, csakúgy, mint a művészvilág nagyjai közül Marlene Dietrich, Lilian Gish, a Gábor Zsazsa nővérek, Charles Chaplin, Kirk Douglas és Salvador Dalí. A hírességek nyomán a Gerovital bekerült a köztudatba, és bár sokan megkérdőjelezik alkalmazásának eredményességét, elsősorban arra alapozva, hogy az amerikai FDA nem vette fel listájára,  ma a világ több mint húsz országában használják, mint öregedésgátló készítményt. A receptúra jelenleg a román Farmec cég birtokában van.

## Halála
Ana Aslan 1988. május 19-én halt meg, egy keddi napon az Elias Kórházban. Utolsó kívánságát visszautasították: szerette volna, ha pap temeti el az anyja és a testvére mellé a Kalindero-Danielopolu kriptába. Ehelyett a bukaresti Bellu temetőben helyezték végső nyugalomra, vallásos temetés nélkül. Halálával az 1989 előtti Románia gyógyászatának egyik meghatározó személyisége távozott.

## Díjak, elismerések
Aslan kutatói munkásságát számtalan díjjal és nemzetközi elismeréssel ismerték el, ezek közül néhány példa:
- Az Egészségügyi Világszervezet Leon Bernard-díja Románia tagállami ajánlása alapján az öregedéstudomány és az idősgyógyászat területén végzett újító munkásságért, 1982.
- Német Szövetségi Köztársasági Érdemkereszt, Németország, 1971.
- Olasz Köztársasági Érdemkeresz, Olaszország, 1971.
- Az Új Európa Lovagja-cím, Olaszország, 1973.
- Akadémiai Pálma, Franciaország, 1974.
- Tiszteletbeli állampolgár és tudományos egyetemi munkatárs, Fülöp-szigetek, 1978.
- A Csehszlovák Öregedéstudományi Intézet tiszteletbeli tagja, 1981.
- Orange Nassau érdemrend, Hollandia, 1975.

## Külső hivatkozások
- Prof. univ. dr. Ana Aslan

## Fordítás
Ez a szócikk részben vagy egészben  az   Ana_Aslan című angol Wikipédia-szócikk ezen változatának fordításán alapul.  Az eredeti cikk szerkesztőit annak laptörténete sorolja fel. Ez a jelzés csupán a megfogalmazás eredetét és a szerzői jogokat jelzi, nem szolgál a cikkben szereplő információk forrásmegjelöléseként.